# 전북온라인학교
전북온라인학교는 전북특별자치도 김제시에 있는 공립 각종학교이다.

## 학교 연혁
- 2024년 3월 1일 : 김제고등학교 교사에서 개교[1]